# Aphthona interstitialis
Aphthona interstitialis es un coleóptero de la familia Chrysomelidae. Fue descrita científicamente por primera vez en 1887 por Weise.